# Thesium helodes
Thesium helodes är en sandelträdsväxtart som beskrevs av O.M. Hilliard. Thesium helodes ingår i släktet spindelörter, och familjen sandelträdsväxter. Inga underarter finns listade i Catalogue of Life.